# Агренева-Славянская, Маргарита Дмитриевна
Маргари́та Дми́триевна Агре́нева-Славя́нская (1880 или 1881 — 16 октября 1964, Нью-Йорк, США) — российская и американская певица

 (сопрано), хоровой дирижёр, руководитель смешанного хора «Славянская капелла». Младшая дочь Д. А. и О. Х. Агреневых-Славянских.

## Биография
Маргарита Агренева-Славянская родилась по разным сведениям в 1880 или в 1881 году. Её отец — известный певец и основатель смешанного хора «Славянская капелла» Дмитрий Александрович Агренев-Славянский, мать — фольклористка и музыкант Ольга Христофоровна Агренева-Славянская.
Маргарита Дмитриевна пела в хоре своего отца. После его смерти в 1908 году хор разделился на две части. Руководителем одной из них стала Маргарита Дмитриевна, а другой — её брат Юрий Дмитриевич. Вместе с хором она гастролировала в Болгарии, Сербии, Румынии, Австро-Венгрии, Франции, Англии, Китае и Японии. В 1922 году Маргарита Дмитриевна оставила руководство хором.
Во второй половине 1920-х годов эмигрировала из России. Некоторое время жила в Китае, в 1931 году обосновалась в Чикаго, США. Там она основала хор из 150 певцов, выступала с ним до 1960-х годов. В конце жизни переехала в Нью-Йорк. Скончалась 16 октября 1964 года в одной из городских больниц.